# 褐头凤鹛
褐头凤鹛（学名：Yuhina brunneiceps），又名冠羽鳳眉，为繡眼科凤鹛属的鸟类，是台灣特有種，僅見於本島的五大山脈（惟海岸山脈少有紀錄）。其種名來自拉丁文的 （褐色的）和 （頭部），模式產地位於今玉山國家公園內的樂樂溪上游流域一帶。

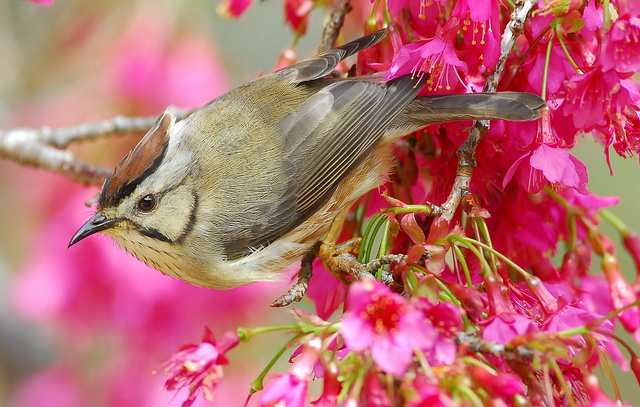
台灣

## 分類與系統
如同其他鳳鶥屬成員，冠羽畫眉與繡眼鳥關係密切，若繡眼鳥被認為是一個獨立的科（繡眼科，Zosteropidae），則冠羽畫眉也將歸入其中。否則，它會與繡眼鳥一起被歸類為舊世界畫眉科（Timaliidae）。 該物種最親近的現存近親似乎是棲息於亞洲大陸的黑額鳳鶥。

## 描述
冠羽畫眉體長12—13 cm（4.7—5.1英寸），具巧克力棕色的羽冠，並從喙部垂下一道黑色的頦鬚條紋。該鳥的背部、翅膀及尾巴為深灰褐色，下胸部顏色較淺。 與其他典型的鳳鶥在外形上相似，其顏色模式使其在該屬中顯得相當獨特。

## 棲地與生態
此物種棲息於海拔1,000—3,200米（3,300—10,500英尺）的山地森林中，最常見於海拔1,500—2,500米（4,900—8,200英尺）間，冬季時可能會降至較低的海拔。 冠羽畫眉群居，活潑且相當馴服，通常在低處森林活動，經常與其他物種，特別是山雀一起加入多種鳥混群。覓食時，群體會持續發出輕柔的鳴聲聲。其叫聲有些像「twi-MI-chiu」，近似「We MEET you」的音節。冠羽畫眉的食性主要包括花蜜、漿果、花朵及小型昆蟲，有時可見牠倒掛於櫻花樹上。此鳴禽特別喜愛鵝掌楸的花及胡頹子科（Elaeagnaceae）及山桐子屬（Idesia，楊柳科）的果實。
根據南投縣的族群研究，繁殖季的食物主要為台灣山櫻（Prunus campanulata）的果實、水麻（Debregeasia orientalis）的果實，以及忍冬葉桑寄生（Taxillus lonicerifolius）的花蜜。
冠羽畫眉的繁殖季節在每年5月至6月。

## 扩展阅读
- 維基物種上的相關：褐头凤鹛